# Лемурийское озеро
Лемурийское озеро — озеро в Херсонской области Украины, расположено к востоку от залива Сиваш и к западу от озера Сиваш, с которым соединено тонкой перемычкой. Имеет воду розового цвета. Лемурийское озеро считается целебным курортом международного значения.
Солёность воды озера достигает 270—300 граммов соли на литр воды.

## История
Озеро образовалось на месте аварии советского бомбардировщика 26 августа 1969 на берегу Сиваша. Спасатели во время работ по сбору остатков бомбардировщика углубили воронку до 18 метров, зацепив при этом водоносные горизонты. Впоследствии воронка наполнилась водой, которая была гораздо более солёной, чем в Сиваше. Жители окрестных сёл назвали озеро «Яма» и купались в нём. Со временем начали распространяться рассказы о лечебных свойствах солёной воды озера, и вокруг начала развиваться индустрия «зелёного» туризма. Своё название озеро получило от названия мифического континента Лемурия, которое ему дали сторонники эзотерических идей Блаватской.

## Цвет
Розовый цвет водоёма обусловлен действием одноклеточных водорослей дуналиелла солоноводная, которые под действием солнца производят бета-каротин. Чем жарче лето, тем больше воды испаряется, и тем более насыщенный цвет приобретает рассол. Отступая, вода оставляет на берегу тонны белого соляного «песка». Местами соляные кристаллы образуют подобие сталагмитов. Белый берег и розовое озеро выглядят необычно.

## Применение
Грязи этого озера сертифицированы в 2005 году и допущены к использованию в качестве лечебного и косметического средства. Грязи озера входят в программу страховой медицины Германии.